# Safia trailii
Safia trailii är en fjärilsart som beskrevs av Butler 1879. Safia trailii ingår i släktet Safia och familjen nattflyn. Inga underarter finns listade.